# ミゾハコベ科
ミゾハコベ科 (ミゾハコベか、Elatinaceae) はキントラノオ目の小さな科のひとつで、シマバラソウ属とミゾハコベ属の2属およそ40種が含まれる。

## 形態・分布
水生の種が多く、温帯から熱帯にかけて世界に広く分布する。日本にはミゾハコベ (Elatine triandra) やシマバラソウ (Bergia serrata) が知られている。

## 分類
APG植物分類体系ではキントラノオ目に入れ、キントラノオ科との関係を示唆している。
- 被子植物 Angiosperms
  - 真正双子葉類 Eudicots
    - コア真正双子葉類 Core Eudicots
      - バラ類 Rosids
        - 真正バラ類 Eurosids I
          - キントラノオ目 Malpighiales
            - ミゾハコベ科 Elatinaceae

### クロンキスト体系
クロンキスト体系では双子葉植物綱ビワモドキ亜綱ツバキ目に属する。

### 新エングラー体系
新エングラー体系では双子葉植物綱古生花被亜綱（≒離弁花類）スミレ目に含めている。